# 맥더못 윌 앤드 에머리

심벌 마크

맥더못 윌 앤드 에머리(McDermott Will & Emery)는 시카고를 중심으로 미국내 9개 주요 도시, 세계 7개 주요 도시 등 총 20개 지역에 사무소를 두고는 미국계 다국적 대형 로펌이다. 1934년 시카고에 처음 개소하였다. 맥더모트는 수많은 상사, 산업, 및 금융 민간기업과 공공기관을 대리해왔으며.

## 서울 사무소
한국에 사무소를 개설하는 최초의 서구 로펌 중 하나로서, 맥더모트는 2012년 가을 대한민국 서울에 18 번째 사무소를 개설하였다. 한국 사무소의 변호사들은 전 세계 사무소의 경험이 풍부한 파트너들과 협력하여 다국적 기업의 전 세계에 걸친 상거래 활동과 주요 법률 분야에 있어 포괄적이며 고도로 전문화된 법률자문을 제공하고 있다.
맥더모트의 한국 업무팀은 한국 기업 및 정부기관들과 뿌리 깊은 협력관계를 맺어왔다. 맥더모트의 변호사들은 지난 30년간 한국과 미국을 포함한 다국적 기업의 상거래 활동의 법적 대리를 맡아왔다. 맥더모트는 한국 내에서 다수의 유수한 로펌 및 기타 전문 서비스 회사들과 긴밀한 협력관계를 맺고 있으며, 이를 바탕으로, 한국사무소의 변호사들은 한국기업 및 국제기업에게 풍부한 지식을 제공함과 동시에 복잡한 다국적 문제에 대해 고유한 법률적 자문을 접목한 시각을 제공하고 있다..
맥더모트의 변호사들은 또한 뉴욕을 비롯한 런던, 파리 등 세계 기업활동의 중심무대에서 통상적으로 이루어지는 기업업무와 전통적 업무에 정통하다. 맥더모트는 국제적 연수, 경험, 배경을 통해 한국기업 및 외국기업과 차이를 극복하는 교량 역할 및 복잡한 기업 거래를 원활하게 하는 역할을 수행하고 있다.

### 서울 사무소 수상 내역
- Chambers Global 2014-2018 은 맥더모트를 “대한민국: 외국계 로펌: 기업/M&A” 분야에서 유수한 로펌으로 선정하였음. 맥더모트는 2013-2015년 “Foreign Experts Abroad”에도 선정되었음.

- Chambers Asia-Pacific 2013- 2018 은 “대한민국: 외국계 로펌: 기업/M&A” 분야에서 우수한  로펌으로 맥더모트를 선정하였음. 김 폴 준일 변호사도 랭크 되었음.
- Legal 500 Asia-Pacific 은 2014-2016년 맥더모트를 대한민국: 외국 기업 분야에서 선두 로펌으로 선정하였음.
- Asian Legal Business에서 2018년 "최고의 M&A 외국계 로펌(Best M&A International Law Firm)"으로 선정되었음.
- International Financial Law Review에서 "Americas Equity Deal of the Year"으로 선정되었음.
- Asian Legal Business Korea Law Awards에서 2017-2018년 "올해의 외국계 로펌"과 "올해의 딜 외국계 로펌"("2017 International Law Firm of the Year" & " 2018 International Deal Firm of the Year")에서 Finalist로 최종 선정되었음. 2018년 "올해의 지적 재산권 외국계 로펌"에서 Finalist 로 선정되었음.
- Asian Legal Business Korea Law Awards 2017 -2018에서 2년 연속 "올해의 주식시장 딜"에서 Finalist로 선정되었음.
- Asian Legal Business Korea Law Awards 2018에서 "올해의 지적재산권 외국계 로펌"으로 선정되었음.

### 서울 사무소 업무 분야

#### 국제 소송 및 중재
맥더모트 분쟁해결그룹은 민사, 형사, 행정소송 등 모든 분야에 걸쳐 효과적이고 경험에 기초한 법률자문 서비스를 제공한다.

#### 인수 합병 등의 기업거래
맥더모트의 포괄적인 기업업무는 상사, 산업 및 금융 등 광범위한 산업군에서 다양한 상장 및 비상장회사를 대리하고 있다. 고객사에게 정기적으로 M&A, 유가증권거래 및 상장, 자금조달, 파산, 지급 불능, 기업구조조정에 관한 법률적 자문을 제공한다. 고객사로는 세계 최대 규모의 기업을 포함하여 중소기업, 금융기관, 사모투자그룹 및 개인 등이 있다.

#### 특허소송과 특허심사 등의 지적재산권
맥더모트는 고객의 지적재산권과 창조적 자산을 보호 할 수 있도록 고도로 전문화된 법률자문서비스를 제공한다.

#### 자유무역협정 등의 국제 통상
맥더모트는 국제통상 및 규제문제의 모든 분야에 대한 법률자문을 제공한다. 미국, 유럽 및 아시아 오피스에 소속된 변호사와 전문가들은 협정·분쟁·시장 진입 규제를 비롯한 국제 무역 협정 자문, 수입 보호 정책 (반덤핑·상계관세·세이프가드등) 자문, 미국·유럽연합·한국·중국·기타 관할권 내에서의 무역관련중재자문,자유무역협정(FTA) 자문, 전략물자·무역제재·반불매운동·부패방지 (FCPA, UK Bribery Act 2010)를 비롯한 모든 무역통제 관련 준법감시, 무역통제관련 조사·집행에 대한 자문, 목분류·가치평가·원산지검증·협정세율 프로그램·관세심사·집행을 비롯한 국제관세 자문 영역에서 전 세계적으로 고객사를 대리하고 자문을 제공한다.

#### 화이트칼라범죄 및 미 해외부패방지법 (FCPA)
. 맥더모트는 내부조사, 정부 사법집행, 규제활동 및 다른 국제 부패방지 사안 등에 관하여 업무를 수행하고 있다.

#### 에너지
맥더모트는 세계적으로 50 명 이상의 변호사가 일체가 되어 에너지와 천연자원업무에서 유수한 업무능력을 유지하고 있다. 맥더모트 변호사들은 미국 내에서는 시카고, 휴스톤, 마이애미, 뉴욕  및  워싱턴 D.C.에서 활동하고 있으며, 유럽에서는 런던, 뮌헨, 파리와 로마에서 활동하고 있다. 맥
§  프로젝트: 석유&가스(미국)
§  프로젝트: 재생 & 대체 에너지(미국)
§  프로젝트: 전력(미국)
§  프로젝트 (영국)
맥더모트의 변호사들은 업스트림, 미드스트림 및 다운스트림의 석유와 천연가스(LNG 와 석유화학),  기존의  전력, 재생에너지(풍력, 태양열, 바이오 연료 및 여타), 에너지 인프라, 원자재 무역, 탄소배출, 및 광산과 금속 등을 포함한 전체적인 에너지, 천연자원 및 인프라 부분을 망라하여 폭넓은 경험을  가지고  있다.  맥더모트는 다국적 에너지 회사, 독립에너지 회사, 프로젝트 개발사, 사모펀드, 트레이더, 기관 투자자 및 금융기관 등을 포함한 에너지 분야의 주요 관련 기업을 대리하고 있다.

#### 생명과학
135 명 이상의 변호사, 변리사 및 과학자문인으로 구성된 생명 과학산업그룹은 종종 발생할 수 있는 다차원적인 사업적 문제를 깊이 이해하고 있다. 한국 기업 및 해외 기업이 국내외에서 사업을 하면서 직면할 수 있는 문제에 실용적이며 포괄적인 해결책을 도출 해내기 위하여 여러 업무분야의 변호사들과 긴밀히 협조하고 있다. 맥더모트의 생명과학 업무는 Chambers USA, Legal 500 USA, US News-Best Lawyers 및 PLC Which Lawyer? 와 같은 주요 법조전문안내책자에서 최고의 업무수행능력을 인정받았다. 맥더모트는 생명과학에서 특정분야에 고도의 전문성을 가진 풍부한 경험을 가진 최고의 변호사와  기술  전문가를  보유하고 있다.
맥더모트의 생명과학 업무 그룹은 최상위 10 개 제약회사 중 8 개의 제약회사를 포함하여 생명과학 분야의  거의  모든 부분에서 250 명 이상의 의뢰인에게 성공적인 서비스를 제공하고 있다. 진단 및  의료기기에서부터 생명기술 및 임상연구기관에 이르기까지, 맥더모트의 생명과학 분야 전문 변호사들은 규제, 거래, 소송, 반독점, 화이트칼라 범죄, 세금 및 지적재산권에 이르기까지 광범위한 법률 서비스를 제공하고 있다.

## 업무서비스
- 독점규제 및 공정거래
- 기업
- 정보보호법
- 파생상품, 공학금융 & 금융상품
- e-비즈니스
- 전자정보관리, 사생활보호 & 증거수집
- 신흥기업/벤처 자금조달
- 직원복리후생
- 환경
- 임원보상
- 정부 전략
- 지적재산권
- 국제
- 국제 중재
- 국제 통상
- 노사관계
- 시장 구조조정
- M&A
- 비영리단체
- 미국 직업안전보건관리국(OSHA), 미 광산안전보건국 (MSHA), 및 재난대응
- 사생활 & 정보보호
- 개인의뢰인
- 사모펀드

- 부동산
- 구조조정 & 지급불능
- 증권
- 조세
- 소송
- 화이트 칼라 범죄&증권범죄

## 산업분야
- 기업식 농업
- 공항 & 항공
- 주류 규제 & 유통
- 컴퓨터 하드웨어 / 네트워크
- 에너지 자문
- 금융 & 은행업무
- 식품 & 음료
- 보건
- 헤지펀드
- 환대산업
- 보험
- 생명 과학 & 의료상품
- 재생에너지, 배출 & 신규 상품
- 소프트웨어 & IT 서비스
- 스포츠 & 엔터테인먼트
- 이동통신

## 참고 문헌
- 한경매거진 2013년 5월 이인영 맥더모트 윌 앤 에머리 대표 변호사 “한국 기업 해외에서 잘 나갈수록 견제에 대비해야"
- 미국 대형 로펌, 한국 첫 진출 2012-02-16
- 김 폴 준일(Paul J. Kim)  새 대표를 맡아 서울사무소를 지휘
- FLC 김 폴 준일 변호사 프로필
- '제약바이오특허전략-미국과 한국에서의 대응방법'
- ALB Best International M&A Law Firm 2018
- 맥더모트, 12억 弗 타이틀리스트·풋조이 브랜드 인수와 관련 휠라코리아·미래에셋에 법률자문 제공